# Чанга (народ)
Чанга (чангава, кенга, кенгава, кянга) — народ, обитающий в Нигерии, Нигере и Бенине.
Численность: более 30 тыс. человек. Различные группы чанга тесно связаны с народами зарма и хауса штата Кебби (кабава). Чанга расселены смешанно с народами хауса, буса, фульбе, зарма, денди.

## Языковая характеристика
Язык чанга принадлежит восточной ветви языков манде нигеро-кордофанской макросемьи, близок языкам шанга и буса. Язык чанга является бесписьменным. Языковой состав населения неоднороден: часть народа чанга утратила свой язык, перейдя на зарма, а потом на хауса. Также часть чанга говорит только на денди (Бромлей 1988: 450).

## Религия
В настоящее время большая часть чанга — мусульмане-сунниты, до 2-й мировой войны были распространены традиционные верования (Исмагилова 1963).

## Традиционные хозяйственные занятия
Основное занятие чанга — сельское хозяйство. Чанга занимаются переложным земледелием, также развита торговля (Бромлей 1988: 502).

## Социальная структура
Основа социальной организации — общины, состоящие из больших семей. Глава общины — кянга, его решения принимаются с согласия старейшин. В некоторых общинах власть традиционно находится в руках буса.